# Shenouda al III-lea al Alexandriei
Papa Shenouda al III-lea al Alexandriei (în arabă بابا الإسكندرية شنودة الثالث, transliterat: Bābā al-Iskandarīyah Shinūdah at-Thālitha; n. 3 august 1923, Manfalut⁠(d), Guvernoratul Asyut, Egipt – d. 17 martie 2012, Alexandria, Egipt) a fost cap al Bisericii Copte Ortodoxe din Alexandria, cea mai importantă biserică creștină din Egipt având aderenți cca 90 % dintre creștinii egipteni (în jur de 11.000.000 de credincioși). A fost cel de-al 117-lea papă de Alexandria și patriarh al întregii Africi, pe scaunul apostolic al sfântului Marcu Evanghelistul, înscăunat în 1971.
De asemenea, a fost capul Sfântului Sinod al Bisericii Copte Ortodoxe de Alexandria. A fost o figură conservatoare a bisericii, și respectat de comunitatea musulmană.
Născut sub numele de Nazeer Gayed Roufail, în data de 3 august 1923, a devenit călugăr în 1954, luându-și numele de Părintele Antonius Sirianul, după ce s-a alăturat Mânăstirii Siriene, a Fecioarei Maria Theotokos. În 1962, Papa Cyril al VI-lea de Alexandria l-a convocat pe Părintele Antonius și l-a numit Episcop General pentru Educația Creștină și Decan al Seminarului Teologic Copt Ortodox, după care și-a asumat numele de Shenouda, care a fost și numele sfântului copt Shenouda (348-466), precum și numele a doi papi anteriori, Shenouda I (cu episcopatul în perioada 859-880) și Shenouda al II-lea (episcopatul: 1047-1077).
În urma morții Papei Cyril al VI-lea, în data de 9 martie 1971, procesul de selecție a a hotărât alegerea Episcopului Shenouda în această funcție, începând cu data de 14 noiembrie 1971. În timpul pontificatului său, biserica coptă a crescut semnificativ. A numit primii episcopi pentru diocezele din America de Nord, care conțin acum peste 200 de parohii (214 în Statele Unite, 34 în Canada și una în Mexic), de la doar 4 în 1971. De asemenea, a numit primii episcopi copți din Europa, Australia și America de Sud. În Egipt s-a luptat pentru bunăstarea poporului său și a bisericii. Papa Shenouda al III-lea a fost cunoscut și pentru angajamentul său la ecumenism și a pledat pentru dialogul creștin inter-confesional. Și-a dedicat scrierile, învățăturile și acțiunile pentru răspândirea și propagarea înțelegerii, păcii, dialogului și iertării. La momentul morții sale, era văzut drept unul dintre marii patriarhi ai Bisericii de Alexandria, un apărător al credinței și lider notabil egiptean al secolelor al XX-lea și al XXI-lea.

## Prima parte a vieții
Nazeer Gayed Roufail s-a născut în data de 3 august 1923, în satul Salām, care din punct de vedere administrativ aparține guvernoratului din Asyut, din Egiptul de Sus, dar ecleziastic aparține diocezei Manfalut. A fost cel mai mic dintre cei 8 frați. Mama lui a murit la puțin timp după nașterea sa. A fost crescut de fratele său mai mare, Rafael, în Damanhur, în Egiptul de Jos, unde a frecventat o școală primară coptă. Apoi a studiat la Școala gimnazială americană din Banha. După ce s-a mutat în Shubra, o suburbie a capitalei Cairo, a urmat acolo liceul. De la vârsta de 16 ani, a fost membru activ al Școlii Copte de Duminică..
În 1943 s-a înscris la Universitatea din Cairo, studiind pentru o diplomă de licență în engleză și istorie. Între timp, și-a petrecut vacanțele de vară la Mânăstirea Deșertului de Vest Sfânta Maria (mânăstire siriană). În timpul studenției a fost și stagiar al Corpului Militar Egiptean de Rezervă.
În 1946, în ultimul an de licență, i s-a permis să se înregistreze la clasele de seară ale Seminarului Teologic Copt, deschis de obicei absolvenților de facultate, însă decanul seminarului, arhidiaconul Habib Girgis, a făcut o excepție în cazul lui Nazeer.
Nazeer a absolvit Universitatea din Cairo cu o licență în domeniul istoriei. După absolvire, și-a efectuat serviciul militar, apoi a lucrat ca profesor de engleză, istorie și științe sociale la un liceu din Cairo. Între timp, a participat la cursuri postuniversitare de arheologie, specializându-se în istoria Egiptului Antic și a Egiptului Islamic. După absolvirea seminarului, în 1949, a fost numit să predea Vechiul Testament și Noul Testament la Seminarul Teologic Copt. În același an, a devenit redactor-șef al revistei lunare a Școlii de Duminică. În 1950, Nazeer a renunțat la funcția sa laică și s-a dedicat predării la seminar.
În 1953, a fost numit lector la Colegiul Monastic din Helwan, ținând cursuri de teologie. În același an, a început un dialog cu Martorii lui Iehova, scriind articole despre credințele lor în Revista Școlii de Duminică. 
A fost un cititor avid, și a studiat mai multe limbi, vorbind fluent arabă, engleză, coptă, franceză, și citind în greacă, latină și amharică.

## Viața monahală
În data de 18 iulie 1954, Nazeer a intrat în viața monahală la Mânăstirea Siriană Sfânta Maria din Wadi el Natrun (Deșertul de Vest din Egipt), și a primit numele de Părintele Antonius Sirianul. Între 1956-1962, a trăit ca pustnic într-o peșteră din apropierea mânăstirii, dedicându-și timpul meditației, în rugăciune și asceză. 
La 31 august 1958 a fost hirotonit ca preot, apoi stareț al mânăstirii Sfânta Maria.
Antonius Sirianul a fost printre candidații numiți pentru scaunul papal în 1959, dar în acel moment Cyril al VI-lea a fost ales în această funcție.

## Episcop
La 30 septembrie 1962, Papa Cyril al VI-lea l-a numit la Episcopia Educația Creștină și decan al Seminarului Teologic Copt Ortodox, schimbându-i numele în Shenouda, în onoarea celui mai renumit scolastic și scriitor în limba coptă, Sfântul Shenouda Arhimandritul (348-466).
În timpul conducerii episcopatului de către Shenouda, numărul studenților de la seminar s-a triplat. 

Acesta a fost însă suspendat în 1966 de către Papa Cyril al VI-lea, din cauza unor „campanii pentru schimbare”, inițiate de Shenouda și studenții săi. Aceste campanii solicitau alegerea populară a episcopilor și a preoților, un principiu pe care episcopul Shenouda l-a aplicat mai târziu, când a devenit Papă de Alexandria. Acest conflict între Shenouda și Papa Cyril al VI-lea s-a rezolvat mai târziu.

## Papă și Patriarh
A fost întronat ca Papa Shenouda al III-lea, al 117-lea Papă de Alexandria și Patriarh al Scaunului Sfântul Marcu, la data de 14 noiembrie 1971, la aproape 9 luni de la moartea lui Cyril al VI-lea. 
La mai puțin de un an de la întronare, în octombrie 1972, i-a vizitat pe Patriarhul Ecumenic al Constantinopolului, și pe Papa Romei, devenind primul Papă de Alexandria care a efectuat o vizită de la schisma cristologică de la Conciliul de la Calcedon, din 451. În mai 1973, a scris o declarație cristologică, prin care a fost de acord cu Bisericile Romano-Catolică, Orientală și Ortodoxă-Răsăriteană, asupra naturii lui Hristos, făcând un pas în față spre soluționarea disputei veche de 15 secole și îndreptându-se spre unitatea creștină. În septembrie 1974, a efectuat o vizită la Biserica Etiopiană, în timpul domniei împăratului Haile Selassie I al Etiopiei.
Între 14 aprilie și 23 mai 1974, a devenit primul Arhiepiscop de Alexandria care a vizitat America de Nord (SUA și Canada). A fost prima dintre multele vizite pe care le-a făcut în acea parte a lumii în timpul episcopatului său îndelungat. De asemenea, a vizitat Australia de șase ori. A condus un turneu cu ocazia jubileului de argint (18 mai – 20 decembrie 1996), în Europa, Canada, SUA și Australia. 

## Atitudini politice

### Neînțelegerea cu președintele Sadat
În timpul celor zece ani de papalitate, până în 1981, Papa Shenouda al III-lea a avut neînțelegeri cu președintele egiptean Anwar Sadat. Relația dintre cei doi s-a deteriorat din mai multe motive:
- de la venirea la putere, președintele Sadat a început să încurajeze creșterea extremismului islamic în țară, ca mijloc de combatere a grupurilor comuniste și pentru a-și consolida puterea. În timpul mandatului predecesorului lui Sadat, Gamal Abdel Nasser, grupuri islamice precum Frăția Musulmană.
- Sadat a impus un amendament constituțional prin care i s-ar fi permis să fie reales în funcția de președinte și după al doilea mandat. Pentru a face acest amendament mai atrăgător pentru populație, Sadat l-a alăturat altui amendament, prin care a declarat legea islamică šarīʻa principala sursă legislativă, acțiune percepută ca un pas în față spre un Egipt islamic, mai radical.
- sub Sadat, guvernul a lansat un recensământ în 1977, care a subevaluat numărul creștinilor, contrazicând recensămintele anterioare.
- între 1972 și 1981 au avut loc violențe împotriva creștinilor din Egipt, culminând cu masacrul creștinilor dintr-un cartier sărac al capitalei, în 1981.
- Papa Shenouda a considerat că tratatul de pace al lui Sadat cu Statul Israel a fost prost temporizat și ar fi trebuit să fie parte a unui tratat mai larg, care să cuprindă țările din Orientul Mijlociu.

Sadat era văzut de Shenouda ca un dictator în devenire, după acordul cu Israelul. În septembrie 1981, Sadat a anulat decretul prin care Shenouda devenise Papă, și l-a alungat la o mânăstire veche, în deșert. Însă creștinii din Egipt au continuat să-l considere Papă al lor, și singurul lider, și Shenouda a continuat să-și exercite atribuțiile de la acea mânăstire. Ecleziastic, decizia lui Sadat nu a avut efect. Președintele a fost asasinat o lună mai târziu, la 6 octombrie 1981, de către extremiștii islamici. În ianuarie 1985, Papa Shenouda al III-lea a fost repus în funcție de către succesorul lui Sadat, Hosni Mubarak.

### Atitudinea față de Israel
Papa Shenouda al III-lea a avut discuții cu Sadat pe tema Acodurilor de la Camp David. Poziția față de Israel a fost exprimată prin cuvintele sale: „din punctul de vedere național, arab, nu trebuie să ne abandonăm frații palestinieni și frații arabi, normalizând relațiile cu evreii… Din punctul de vedere al bisericii, copții care merg la Ierusalim își trădează biserica” .
De asemenea, a anunțat că acei copți care vizitează Ierusalimul vor fi excomunicați, întrucât nu există o datorie în creștinism pentru pelerinaj, iar atât timp cât aceste vizite pot dăuna cauzei naționale, și poporului musulman și creștin, e mai bine ca ele să nu aibă loc.
La cererea unor episcopi, Sfântul Sinod Copt Ortodox, în baza directivei Papei Shenouda al III-lea, a decis că nu este potrivit pentru copți să viziteze Ierusalimul, până când posesiunile bisericilor și ale mânăstirilor vor fi înapoiate. În 2006, acest decret a fost reînnoit. 
Părerea sa cu privire la sinucigașii cu bombe palestinieni, Papa a declarat că i se pare o reacție naturală la presiunea și depresia în care trăiesc palestinienii. Nu găsesc altă alternativă decât să se arunce în aer, în fața unui dușman care folosește toate armele, fără milă.

## Persecuția creștinilor din Egipt în timpul său
Un număr mare de musulmani din Egipt consideră toate celelalte religii drept erezii. Persecuțiile împotriva creștinilor, în timpul Papei Shenouda al III-lea au fost conduse in general de organizații și persoane private, în special de Mișcarea Salafistă, iar statul a continuat să pună în aplicare politici discriminatorii. În mod particular, în Egiptul de Sus, creșterea grupurilor extremiste salafiste precum Al-Gama'a al-Islamiyya în timpul anilor 1980 a fost însoțită de atacuri împotriva copților și a bisericilor copte. Poliția a fost acuzată că ar fi fost de partea atacatorilor, ascunzând unele cazuri.
În data de 1 ianuarie 2000 21 de creștini copți din satul Kosheh din Egiptul de Sus, la 450 km sud de Cairo, au fost masacrați de salafiști, și multe proprietăți creștine au fost arse. Mai târziu, un tribunal penal din guvernoratul Sogah a eliberat de acuzații 89 de inculpați, fără cauțiune. Papa Shenouda al III-lea respins verdictul în mod deschis, și a declarat că vrea să-l conteste. Tribunalul nu a acceptat contestația, iar papa a spus că va face apel în fața lui Dumnezeu.
În aprilie 2006 o persoană a fost ucisă și 12 rănite în timpul unor atacuri simultane cu cuțite, la biserici copte din Alexandria. 
În noiembrie 2008, mai multe mii de musulmani au atacat o biserică coptă dintr-o suburbie din Cairo, în ziua inaugurării ei, forțând 800 de creștini copți să fie nevoiți să se baricadeze înăuntru. 
În aprilie 2009, doi bărbați au fost împușcați mortal, iar altul a fost rănit după veghea de Paște în sudul Egiptului.
În data de 18 septembrie 2009, un musulman a decapitat un creștin copt din satul Bagour, și a rănit alți doi creștini, în alte sate. A fost arestat în ziua următoare.
În ajunul zilei de 7 ianuarie 2010, după ce liturghia de Crăciun se încheiase, copții ieșeau din biserica Mar-Yuhanna din orașul Nag Hammadi, iar trei bărbați musulmani au deschis focul asupra lor, omorând cel puțin 6 creștini copți. 
În ajunul anului nou 2011, la 20 de minute după miezul nopții, când creștinii ieșeau din Biserica ortodoxă coptă din Alexandria, o mașină a explodat în fața bisericii, omorând 21, și rănind alți 75 de creștini.
În data de 7 mai 2011, un grup de islamiști, inclusiv salafiști, au atacat și au incendiat două biserici, Biserica Creștină Coptă Ortodoxă Sfântul Mina și Biserica Coptă a Sfintei Maria, din Cairo. Au rezultat cel puțin 12 decedați și 232 de răniți.
Guvernele succesive egiptene au emis legi care au îngreunat libertatea de cult a creștinilor, și au limitat dreptul de a construi, sau chiar a renova biserici, menținând și punând în aplicare decretul otoman privind construirea și repararea bisericilor. Aceste guverne au restricționat și accesul creștinilor în funcții diplomatice, militare, educaționale, și a existat o discriminare crescândă în sectorul privat. Au permis mai multor instituții mass-media să atace creștinismul și au limitat accesul creștinilor la media controlată de stat, pentru a fi în imposibilitatea de a se apăra sau de a-și spune punctul de vedere. 
Agenții de securitate au persecutat adesea musulmani convertiți la creștinism. În Egipt, guvernul nu recunoaște convertirea de la islam la creștinism; de asemenea, anumite căsătorii interconfesionale nu sunt permise, ceea ce previne căsătoriile între creștinii convertiți și cei născuți în comunitățile creștine, iar copiii părinților convertiți la creștinism sunt considerați tot musulmani.

## Expansiunea bisericii
Papalitatea Papei Shenouda al III-lea a văzut o expansiune a Bisericii Copte Ortodoxe în America de Nord, de la numai 4 biserici, în 1971, astăzi sunt mai multe de 200. Shenouda a stabilit prima dieceză în ținuturile de imigrare pentru Patriarhia Ortodoxă Coptă, în 1991, Dieceza de Birmingham, și l-a numit episcop general în Marea Britanie la acea vreme pe Episcopul Missael.

## Relațiile cu alte biserici
Papa Shenouda al III-lea a fost cunoscut pentru angajamentul său la ecumenism. În 1973, a devenit primul Papă Copt Ortodox de Alexandria care l-a întâlnit pe Papa Romei în ultimii 1500 de ani. În timpul acelei vizite, Papa Shenouda al III-lea și Papa Ioan Paul al II-lea au semnat o declarație comună asupra cristologiei și au fost de acord să aibă discuții suplimentare cu privire la creștinism. Într-un discurs în fața forumului ecumenic, în timpul Săptămânii Internaționale a Rugăciunii din 1974, a declarat că întreaga lume creștină este nerăbdătoare să vadă biserica unită. Popoarele creștine, obosite de divizii, îi împing pe liderii lor spirituali să facă ceva pentru unitatea bisericii.

### Conflictul Papei cu Biserica etiopiană
După arestarea și detenția lui Abune Tewophilos, Patriarhul Etiopiei, de către regimul marxist Derg care l-a detronat pe împăratul Haile Selassie în 1974, Papa Shenouda al III-lea a refuzat să recunoască clericul care a fost instalat ca succesor al Patriarhului Etiopiei. El, împreună cu Sfântul Sinod, a susținut că eliminarea Patriarhului Abune Tewophilos este ilegală și contrară dreptului canonic, așa cum era și un act de ingerință politică. În ochii Bisericii de Alexandria, Abune Tewophilos a rămas Patriarhul legitim al Etiopiei.
Deși s-a spus că Patriarhul Tewophilos a fost executat, guvernul etiopian nu a recunoscut că s-ar fi întâmplat asta. Biserica Coptă Ortodoxă de Alexandria a refuzat să recunoască orice alt patriarh până când moartea lui Tewophilos nu este confirmată. Legăturile oficiale între Biserica Copților și Etiopia au fost rupte, deși au rămas în comuniune deplină. Relațiile formale au fost reluate în 13 iulie 2007.

## Dispute teologice
Papa Shenouda al III-lea a fost implicat în dezacorduri teologice cu privire la efectul de transformare a harului divin (theosis). A publicat 8 broșuri în care explică viziunea sa și a ținut prelegeri pe această temă la Seminarul Teologic din Cairo și Alexandria. După moartea părintelui Matta el Meskeen, care avea un punct de vedere opus, Papa Shenouda a emis avertismente împotriva acestor opinii.

## Boala și moartea Papei
În lunile anterioare morții lui Shenouda, zvonuri negate de Sfântul Sinod se răspândiseră în comunitatea coptă cairotă, cum că Papa ar fi intrat în comă. Zbura regulat spre Statele Unite pentru tratament medical, și doctorii săi spuneau că suferă de o boală de rinichi și diabet. 
Papa Shenouda al III-lea a decedat la data de 17 martie 2012 (8 paremhat 1728, în calendarul copt) , din cauza unor complicații la plămâni și ficat, în reședința sa oficială, la scurt timp după ce se întorsese dintr-o călătorie în scopul tratamentului. Înmormântarea a avut loc la trei zile după deces, pe 20 martie, la Mânăstirea Sfântul Pishoy, în Wadi el-Natrun, în conformitate cu dorințele sale. Mitropolitul Pachomious de Beheira și Pentapolis a fost desemnat să preia atribuțiile papale până la alegerea unui nou Papă.

### Reacții
În noaptea de după anunțarea morții Papei, s-a estimat în jur de un milion de credincioși îndoliați, care au vizitat Catedrala Sfântul Marcu, unde era depus trupul neînsuflețit, cauzând mari blocaje de trafic. Corpul a fost scos din sicriu și pus într-o poziție de așezat pe un tron ceremonial, îmbrăcat în aur, și cu veșminte roșii brodate, o mitră de aur pe cap. Mulți lideri copți din întreaga lume s-au întors în Egipt pentru a-l omagia și pentru a alege un nou papă. Reacții din medii politice și religioase au apărut imediat, atât din spectrul egiptean, cât și cel internațional. Consiliul Suprem al Forțelor Armate a emis o declarație pe Facebook în care și-a exprimat dorința pentru păstrarea unității în Egipt , adăugând că, o dată cu această pierdere, țara ar trebui să se consolideze, pentru a putea să aibă securitate și stabilitate. Liderul său, Mareșalul Mohamed Hussein Tantawi a declarat trei zile de doliu pentru creștinii care lucrează în instituțiile de stat. Purtătorul de cuvânt al Partidului Libertății și Justiției din Egipt, Saad Katatni, a spus că o dată cu moartea Papei, Egiptul a pierdut una dintre icoanele sale naționale, un om care a lăsat un gol în arena politică într-un moment critic. 
Șeicul Ahmed Muhammad Ahmed el-Tayeb, marele imam de la Universitatea Al Azhar, a spus că Egiptul a pierdut unul dintre oamenii săi rari, într-un moment sensibil, când era nevoie de cei mai înțelepți dintre cei înțelepți – puritatea minții lor, adăugând că-și amintește de viziunea Papei cu referire la Ierusalim.
Reacții internaționale au inclus:
- Sfântul Scaun – într-un mesaj de condoleanțe pentru copți, Papa Romano-Catolic Benedict al XVI-lea a spus că-și amintește cu recunoștință de angajamentul lui Shenouda pentru unitatea creștină, vizita memorabilă făcută predecesorului Papa Ioan Paul al II-lea, și semnarea Declarației Comune de Credință în Întruparea Fiului lui Dumnezeu, la Roma, în data de 10 martie 1973, precum și de vizita lui Ioan Paul al II-lea la Cairo, în 24 februarie 2000, cu ocazia jubileului Întrupării. Biserica Catolică împarte durerea care afectează copții ortodocși, cerând ca El, care este Învierea și Viața, să-l primească pe slujitorul Său credincios[37].
- Iran – Ministrul adjunct de Externe, Hossein Amir-Abdullahian, l-a lăudat pe Shenouda pentru eforturile constructive și de durată pentru obținerea păcii și justiției, și a oferit condoleanțele sale Bisericii Ortodoxe Copte și copților[38].
- Statele Unite ale Americii – Barack Obama a spus că Papa Shenouda al III-lea va fi amintit ca un om și un lider cu o credință profundă, un avocat pentru unitate și conciliere, fiind întristat de trecerea în neființă a un lider iubit de creștinii copți din Egipt, avocat al toleranței și dialogului inter-religios. De asemenea, Obama și-a exprimat sprijinul pentru copții egipteni, pentru pace și cooperare, angajamentul Papei pentru unitatea națională a Egiptului este o mărturie a ceea ce poate fi realizat atunci când oamenii de toate religiile și credințele lucrează împreună[35].

## Premii
În 2000, Papa Shenouda al III-lea a primit premiul UNESCO Madanjeet Singh, pentru promovarea toleranței și a non-violenței, de către Directorul General al UNESCO, Koichiro Matsuura, la recomandarea unui juriu internațional. Premiul a fost de asemenea acordat pentru promovarea schimburilor și înțelegerilor între creștinism și islam în Orientul Mijlociu, și preocuparea de a continua dialogul cu toate marile credințe religioase și rolul său major în crearea de legături ecumenice cu toți ceilalți membrii ai familiei creștine pe întreaga planetă. 
În 2003 a primit Premiul Internațional Al-Gaddafi pentru Drepturile Omului.